# Таборинский район
Табори́нский райо́н — административно-территориальная единица (район) и муниципальное образование (муниципальный район) в Свердловской области России. Относится к Восточному управленческому округу.
Административный центр — село Таборы.

## География
Таборинский район расположен в восточной части Свердловской области, в Восточном управленческом округе, на границе с Ханты-Мансийский автономным округом Тюменской области. Межобластная граница в этом месте является одновременно частью границы между Уральским и Западно-Сибирским экономическими районами России. Площадь Таборинского района — 11367,07 км², что составляет 5,85 % площади области. Кроме того, Таборинский район крупнее 6 из 85 субъектов РФ.
Таборинский район находится в Западной Сибири, в среднем течении реки Тавды, которая протекает с северо-запада района на юго-восток. В пределах района в Тавду впадают ряд рек: Ушья, Кыртымья, Сулья, Малая Речка, Емная, Тангупка, Чёрная, Сындалья, Большая Кылья, Ковья, Вахруща, Эхталька, Пояул, Путанка, Волчимья, Волья, Таборинка, Шагулька, Посол, Сорьянка, Икса, Большая Емельяшевка, Павья и др. Территория района сильно заболочена, особенно в его северной и восточной частях. В границах района расположены болота: Ванька-Тур, Гнилое, Индра, Куманья, Маркова Дубрава, Матвеево, Павинская Сарча, Танганъюрская Сарча, Хмелево, Фирулёвское, Ятьинское и др. Посреди огромных по площади болот встречаются и озёра: Ахинка, Большое Кривое, Большое Томское, Большой Ах, Вавилково, Ванька-Тур, Гнилое, Голодаево, Дикое, Епанчино, Камешное, Кулымах, Куренево, Малое Голодаево, Малое Кривое, Малое Томское, Малый Ах, Олентур, Пентур, Поговор, Подъюрточное, Сарьянка, Светлое, Сотниково, Среднее, Терехино, Уальма, Фитильное, Чёрненькое, Щучье, Ятьинское и др. В южной части Таборинского района, у берегов реки Тавды, расположено несколько озёр-стариц: Галкинское, Карасье, Кортым, Сухое, Урай и др. Подавляющую часть района, не занятую водоёмами и землями населённых пунктов, занимает тайга.
Населённые пункты Таборинского района расположены в основном в поречье Тавды, преимущественно на правом берегу реки. Из города Тавды соседнего района по правому берегу реки через районный центр Таборинского района — село Таборы — проходит автодорога до деревни Унже-Павинской, соединяя таким образом бо́льшую часть населённых пунктов района.
Таборинский район граничит:
- на севере и востоке — с Кондинским районом ХМАО (самая протяжённая граница);
- с другими районами Свердловской области:
  - на юго-востоке — с Тавдинским,
  - на юго-западе — с Туринским,
  - на западе — с Алапаевским,
  - на северо-западе — с Гаринским.

## История

### Таборинский район
12 ноября 1923 года постановлением ВЦИК был образован Таборинский район в составе Ирбитского округа вновь образованной Уральской области.
В 1930-е годы имел статус белорусского национального района.
17 января 1934 года после ликвидации Уральской области, вошёл в состав Свердловской области.
18 июня 1954 года:
- д. Альтовка была перечислена из Ерёмковского в состав Оверинского сельсовета; д. Тангубская из Унже-Павинского в состав Носовского сельсовета;
- Емельяшевский и Ерёмковский сельсоветы были объединены с Добринским; Петровский с Оверинским; Корольковский и Орловский с Пальминским; Чирковский с Озёрским; Унже-Павинский с Чернавским; Переходный и Ёмнинский — с Носовским;
- Ефимовский сельсовет был переименован в Александровский.

21 апреля 1961 года д. Назарово и Кыртымья были переданы из состава Носовского сельсовета Таборинского района в Крутореченский сельсовет Гаринского района.
1 февраля 1963 года был образован Таборинский сельский район, в состав которого вошли Александровский, Добринский, Кузнецовский, Носовский, Оверинский, Озёрский, Пальминский, Таборинский, Фирулевский и Чернавский сельсоветы.
3 марта 1964 года район был ликвидирован и его сельсоветы переданы в Тавдинский район.
3 ноября 1965 года Таборинский район был восстановлен в прежнем составе.
11 октября 1972 года были упразднены: пос. Евгеньевы Юрты и д. Казанская Александровского сельсовета; д. Красная Горка, пос. Кривое Озеро, х. Маленчуки Добринского сельсовета; пос. Урай и Квартал 95 Кузнецовского сельсовета; д. Ушкеп Носовского сельсовета; пос. Галкино, Гараж, Куренево Оверинского сельсовета; пос. Озёрки, д. Григорьевская и Петровская Озёрского сельсовета; д. Александровка, Корольки, Красинская, Орлы (Орловский) Пальминского сельсовета; пос. Епанчино Таборинского сельсовета; д. Сотникова Фирулевского сельсовета.
30 декабря 1976 года были упразднены: д. Чебоксары Александровского сельсовета; д. Веселогривка, Глубокое, пос. Дикое Озеро Добринского сельсовета; д. Дубровино Носовского сельсовета; д. Альтовка, Хмелевская Оверинского сельсовета; д. Вагин Вал, Томоль, Шамотайловка Пальминского сельсовета; д. Казарова Таборинского сельсовета; д. Городище Фирулевского сельсовета; д. Малая Кылья, пос. Чеш Чернавского сельсовета.
9 февраля 1977 года были уточнены как правильные наименования: д. Александровск (вместо д. Александровская) Александровского сельсовета; д. Ефимовск (вместо д. Ефимовская) Александровского сельсовета; д. Добрино (вместо д. Добрина(о)) Добринского сельсовета; д. Торомка (вместо д. Торопка) Добринского сельсовета; д. Кузнецово (вместо д. Кузнецова) Кузнецовского сельсовета; д. Ермаково (вместо д. Ермакова(о)) Кузнецовского сельсовета; д. Мягково (вместо д. Мягкова(о)) Кузнецовского сельсовета; д. Чермино (вместо д. Чермина(о)) Кузнецовского сельсовета; д. Чулино (вместо д. Чулина(о)) Кузнецовского сельсовета; д. Носово (вместо д. Носова) Носовского сельсовета; д. Гришино (вместо д. Гришина(о)) Носовского сельсовета; пос. Новодубровино (вместо пос. Дубровино) Носовского сельсовета; д. Тангупск (вместо д. Тангубская) Носовского сельсовета; д. Оверино (вместо д. Оверина(о)) Оверинского сельсовета; д. Бочкарево (вместо д. Бочкарева(о)) Оверинского сельсовета; д. Галкино (вместо д. Галкина) Оверинского сельсовета; д. Фунтусово (вместо д. Фунтусова(о)) Оверинского сельсовета; д. Озёрки (вместо д. Озёрки (Озёрское)) Озёрского сельсовета; д. Пальмино (вместо д. Пальмина(о)) Пальминского сельсовета; д. Новоермаково (вместо д. Новоермакова(о)) Пальминского сельсовета; д. Кокшарово (вместо д. Кокшарова) Таборинского сельсовета; пос. Таборинка (вместо х. Таборинка) Таборинского сельсовета; д. Шишино (вместо д. Шишина(о)) Таборинского сельсовета; д. Чернавск (вместо д. Чернавская(ое)) Чернавского сельсовета; д. Гришино (вместо д. Гришина(о)) Чернавского сельсовета; д. Павинск (вместо д. Павинская) Чернавского сельсовета; д. Унже-Павинск (вместо д. Унже-Павинская) Чернавского сельсовета; пос. Якшино (вместо д. Якшино) Чернавского сельсовета.
1 апреля были объединены населённые пункты:
- в Кузнецовском сельсовете пос. База МТС — с д. Кузнецово;
- в Таборинском сельсовете д. Таборинка и Черепкова — с с. Таборы.

13 сентября 1977 года были упразднены
13.09.1977 — Решение облисполкома № 671: д. Алька и Ерёмка Добринского сельсовета, д. Чеур Фирулевского сельсовета.
2 февраля 1978 года было уточнено написание: д. Алька-Заречная (вместо д. Алька Заречная) Добринского сельсовета.
29 марта были упразднены пос. Восточный Пальминского сельсовета и пос. Ржавец Добринского сельсовета.
23 мая пос. Индра Таборинского района был передан в Ленинский сельсовет Тавдинского района.
18 июня 1980 года центр Носовского сельсовета был перенесён из д. Носово в пос. Новосёлово.
26 февраля 1982 Фирулевский и Александровский сельсоветы были упразднены; д. Фирули и Антоновка были переданы из Фирулевского сельсовета в Таборинский, д. Александровская и Ефимовская из Александровского в Озерковский.
23 сентября 1987 года центр Чернавского сельсовета был перенесён из д. Чернавской в д. Унже-Павинскую, название сельсовета сохранено.
26 июля 1988 года были упразднены: д. Тангупская Носовского сельсовета; д. Томская Озерского сельсовета; д. Шишино Таборинского сельсовета; пос. Шпалорезка Кузнецовского сельсовета.
О последующих изменениях см. в разделе об административно-территориальном устройстве.

### Муниципальное образование
В 1996 году было создано муниципальное образование Таборинский район в составе 8 сельсоветов (как административно-территориальных единиц): Добринского, Кузнецовского, Носовского, Оверинского, Озёрского, Пальминского, Таборинского, Чернавского. 10 ноября 1996 года было включено в областной реестр.
25 октября 2004 года законом Свердловской области № 154-ОЗ муниципальное образование Таборинский район наделено статусом муниципального района. В границах муниципального района образованы 3 сельских поселения.
Название Таборинский муниципальный район было утверждено с 1 января 2006 года.

## Население
| 1959   | 1970    | 1979  | 1989  | 2002  | 2009  | 2010  |
| ------ | ------- | ----- | ----- | ----- | ----- | ----- |
| 20 979 | ↘12 248 | ↘8466 | ↘7121 | ↘5089 | ↘4160 | ↘3574 |
| 2011   | 2012    | 2013  | 2014  | 2015  | 2016  | 2017  |
| ↘3550  | ↘3470   | ↘3428 | ↘3345 | ↘3265 | ↘3187 | ↘3121 |
| 2018   | 2019    | 2020  | 2021  | 2023  |       |       |
| ↘3052  | ↘2990   | ↘2951 | ↘2780 | ↘2756 |       |       |

По данным на 2010 год, 97 % населения Таборинского района — русские. Ранее в Таборинском районе проживала значительная община белорусов, которые обрусели ввиду больших сходств по культуре и происхождению с русским народом. Подобную ситуацию можно наблюдать в Тверской области с субэтносом русских — тудовлянами.

## Муниципально-территориальное устройство
В состав муниципального района входят 3 сельских поселения, состоящие из 32 населённых пунктов:
| № | Сельские поселения                | Адм. центр             | Кол-во н.п. | Население | Площадь, км² |
| - | --------------------------------- | ---------------------- | ----------- | --------- | ------------ |
| 1 | Кузнецовское сельское поселение   | деревня Кузнецово      | 14          | ↘776      | 2096,00      |
| 2 | Таборинское сельское поселение    | село Таборы            | 7           | ↗1753     | 2396,00      |
| 3 | Унже-Павинское сельское поселение | деревня Унже-Павинская | 11          | ↘227      | 2293,50      |

## Населённые пункты, административно-территориальное устройство
В состав района входят 32 населённых пункта, которые до 1 октября 2017 года объединялись в 8 сельсоветов.
| № | Сельсоветы   | Состав                                                                           | Упразднённые после 1991 н.п.                  | СП мун. района |
| - | ------------ | -------------------------------------------------------------------------------- | --------------------------------------------- | -------------- |
| 1 | Добринский   | деревни Добрино, Емельяшевка, Мочалка, Торомка                                   |                                               | Таборинское    |
| 2 | Кузнецовский | деревни Кузнецово, Городок, Ермаково, Мягково, Чермино, Чулино, посёлок Сарьянка | посёлок Посолка                               | Кузнецовское   |
| 3 | Носовский    | посёлок Новосёлово, деревня Носово                                               | посёлок Дубровино                             | Унже-Павинское |
| 4 | Оверинский   | деревни Оверино, Бочкарёво, Галкино, Фунтусово, посёлок Чунь-Чеш                 |                                               | Кузнецовское   |
| 5 | Озёрский     | деревни Озёрки, Александровская, Ефимовская, Чирки, Эхталь, посёлок Томский      |                                               | Унже-Павинское |
| 6 | Пальминский  | деревни Пальмино, Икса                                                           | посёлок Шевья                                 | Кузнецовское   |
| 7 | Таборинский  | село Таборы, деревни Антоновка, Кокшарово, Фирули                                | посёлок Таборинка, деревня Шагули             | Таборинское    |
| 8 | Чернавский   | деревни Унже-Павинская, Чернавская, посёлок Якшино                               | деревня Гришино, Кошня, Павинская, Петровская | Унже-Павинское |

### Населённые пункты
| №  | Населённый пункт | Тип              | Население | Сельское поселение |
| -- | ---------------- | ---------------- | --------- | ------------------ |
| 1  | Александровская  | деревня          | ↘0        | Унже-Павинское     |
| 2  | Бочкарёво        | деревня          | ↗15       | Кузнецовское       |
| 3  | Галкино          | деревня          | ↘3        | Кузнецовское       |
| 4  | Городок          | деревня          | ↘6        | Кузнецовское       |
| 5  | Добрино          | деревня          | ↘40       | Таборинское        |
| 6  | Емельяшевка      | деревня          | ↘5        | Таборинское        |
| 7  | Ермаково         | деревня          | ↘3        | Кузнецовское       |
| 8  | Ефимовская       | деревня          | ↘0        | Унже-Павинское     |
| 9  | Икса             | деревня          | ↘11       | Кузнецовское       |
| 10 | Кокшарово        | деревня          | ↘22       | Таборинское        |
| 11 | Кузнецово        | деревня          | ↘311      | Кузнецовское       |
| 12 | Мочалка          | деревня          | ↘5        | Таборинское        |
| 13 | Мягково          | деревня          | ↘39       | Кузнецовское       |
| 14 | Новосёлово       | посёлок          | ↘4        | Унже-Павинское     |
| 15 | Носово           | деревня          | ↗113      | Унже-Павинское     |
| 16 | Оверино          | деревня          | ↘237      | Кузнецовское       |
| 17 | Озёрки           | деревня          | ↘148      | Унже-Павинское     |
| 18 | Пальмино         | деревня          | ↘140      | Кузнецовское       |
| 19 | Сарьянка         | посёлок          | ↘17       | Кузнецовское       |
| 20 | Таборы           | село, адм. центр | ↘1624     | Таборинское        |
| 21 | Томский          | посёлок          | ↘0        | Унже-Павинское     |
| 22 | Торомка          | деревня          | ↘30       | Таборинское        |
| 23 | Унже-Павинская   | деревня          | ↘111      | Унже-Павинское     |
| 24 | Фирули           | деревня          | ↘7        | Таборинское        |
| 25 | Фунтусово        | деревня          | ↘46       | Кузнецовское       |
| 26 | Чермино          | деревня          | ↘0        | Кузнецовское       |
| 27 | Чернавская       | деревня          | ↘14       | Унже-Павинское     |
| 28 | Чирки            | деревня          | ↘3        | Унже-Павинское     |
| 29 | Чулино           | деревня          | ↘1        | Кузнецовское       |
| 30 | Чунь-Чёш         | посёлок          | ↘0        | Кузнецовское       |
| 31 | Эхталь           | деревня          | ↘5        | Унже-Павинское     |
| 32 | Якшино           | посёлок          | ↘2        | Унже-Павинское     |

Упразднённые населённые пункты
- 26 июля 1988 года Решением облисполкома № 271 упразднены деревни Тангупская (Носовского сельсовета), Томская (Озерского сельсовета), Шишино (Таборинского сельсовета), посёлок Шпалорезка (Кузнецовского сельсовета)[35].
- 12 октября 2004 года были упразднены деревни Гришино, Кошня, Павинская, Петровская, Шагули и посёлки Дубровино (Носовского сельсовета), Таборинка (Таборинского сельсовета), Шевья (Пальминского сельсовета)[36][37].
- Областным законом № 95-ОЗ в 2016 году был упразднён посёлок Посолка (Кузнецовского сельсовета)[37][38]
- 16 марта 2020 года Областным законом № 13-ОЗ была упразднена деревня Антоновка[39] (до 1 октября 2017 года в составе Таборинского сельсовета[37]).
- Ёмна (Носовского сельсовета), Красная Горка (Добринского сельсовета), Кыртымья (Крутореченский сельсовет Гаринского района), Усть-Кыртымья (Носовского сельсовета), Новоермаково (Пальминского сельсовета)[40][41].

## Политика
На областных выборах, прошедших 8 октября 2006 года, в списки для голосования Таборинской избирательной комиссии были внесены 3509 избирателей. В выборах участвовало 1622 человека, что составило 46,22 % от общего числа избирателей.
Результаты голосования по выборам в областную Думу по Таборинскому району:
- «Единая Россия» — 990 человек — 61,04 %;
- «Российская партия пенсионеров» — 270 человек — 16,65 %;
- КПРФ — 96 человек — 5,92 %;
- ЛДПР — 84 человек — 5,18 %;
- «Яблоко» — 40 человек — 2,47 %;
- «Родина» — 25 человек — 1,54 %;
- «Свободная Россия» — 13 человек — 0,80 %;
- РПЖ — 12 человек — 0,74 %;
- «Патриоты России» — 12 человек — 0,74 %;
- «Народная воля» — 2 человек — 0,12 %;
- против всех списков кандидатов — 66 человек — 4,07 %.

## Экономика
Промышленность отсутствует. Основная часть населения задействована в лесопереработке, сельском хозяйстве.